# Silicoloculinida
Silicoloculinida es un orden de foraminíferos (clase Foraminiferea, o Foraminifera), tradicionalmente considerado suborden Silicoloculinina del orden Foraminiferida. Su rango cronoestratigráfico abarca desde el Mioceno superior hasta la Actualidad.

## Descripción
Son un grupo de foraminíferos bentónicos que presentan conchas silíceas e imperforadas. Es el único grupo de foraminíferos con pared silícea, generada por la secreción de sílice opalina.

## Ecología
Suelen hallarse en medios marinos profundos, en la llanura abisal.

## Clasificación
Silicoloculinida incluye la siguiente familia:
- Familia Silicoloculinidae